# Fortificacions modernes de Tortosa
Les fortificacions modernes de Tortosa són un seguit de muralles defensives de la ciutat de Tortosa (Baix Ebre) declarades bé cultural d'interès nacional.

## Descripció
Lo conjunt inclou les reparacions i ampliacions de la muralla de Tortosa del segle xiv, realitzades entre els segles xvi i xviii. Hi ha també tot un seguit de fortins i baluards situats als extrems de la muralla o en zones exteriors respecte a esta. S'hi inclouen tant les estructures conservades en alçat com les situades al subsòl. En tots los elements conservats los materials de construcció són pobres, cosa que en determina el mal estat de conservació. Bàsicament maó, maçoneria i tapiera. Només s'utilitzen carreus als angles, en punts de reforç i en algun basament.

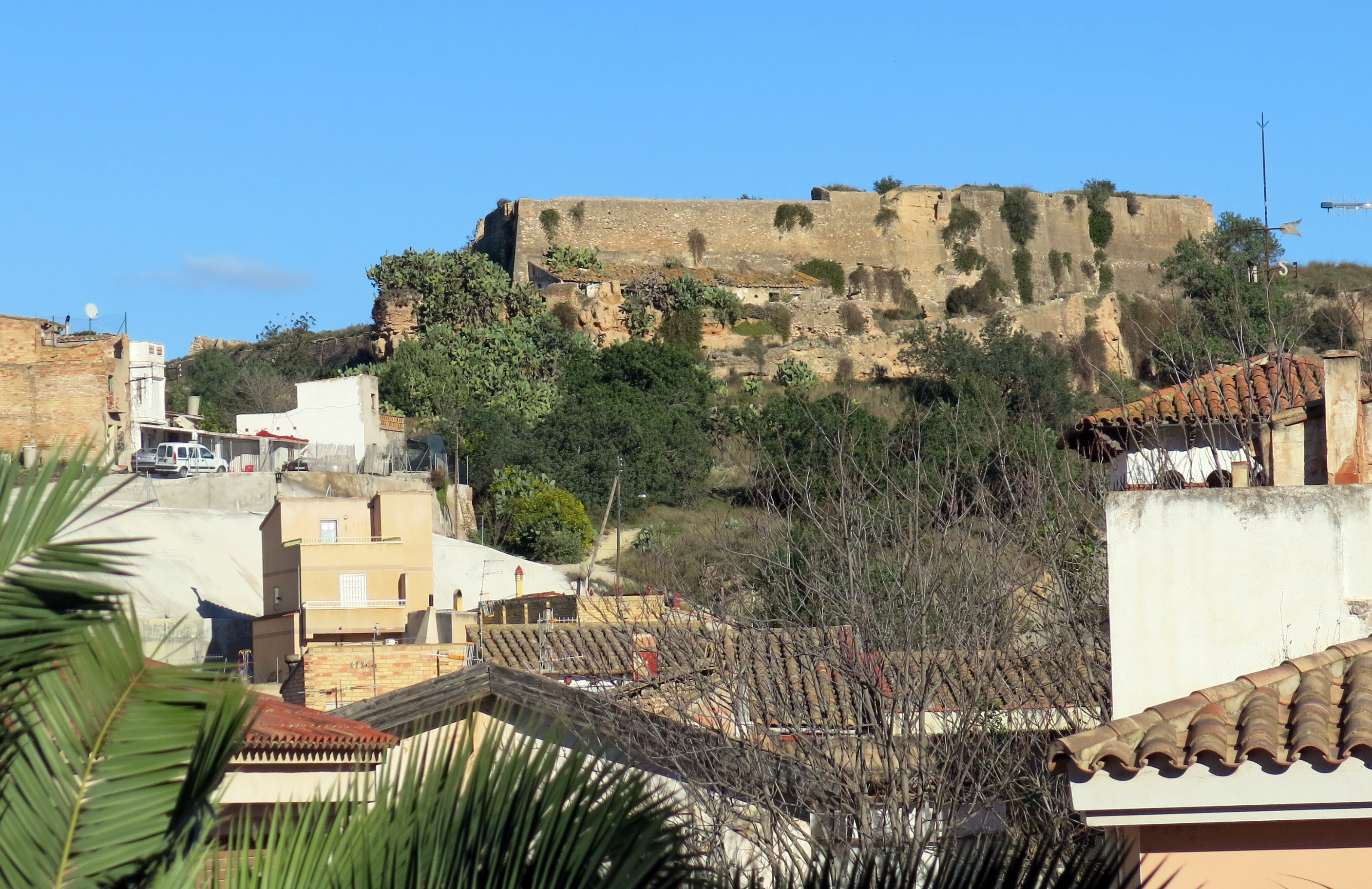
Castell de Tenasses

### Castell de Tenasses
Lo castell de Tenasses és la unitat d'antiga fortificació de Tortosa més aïllada i oblidada de la ciutat, ja que no s'ha realitzat avanç urbanístic per este sector. És situat al sector NE de la localitat, enfront del barri de Remolins, i no connecta amb la resta de murada. Se situa sobre un alt turó que en determina la forma allargada, que s'estreny al sector que mira cap a la ciutat. L'accés se realitza des de l'actual carretera T-301 que comunica amb Tivenys a través de Bítem. Des d'aquí s'arriba al cos principal d'atac del castell, en forma de punta de fletxa; a la planta consta d'un pati amb polvorí i aljubs, i unes escales que menen a les troneres del segon nivell. Tenia capacitat per a 20 peces d'artilleria. Darrere este cos n'hi ha un segon en forma de U, amb braços curts on s'ubiquen dos fortins: era el baluard de defensa del cos principal d'atac. Un tercer cos, centrat al pati del baluard i en forma de punta de fletxa, protegeix lo sector dorsal. A l'extrem dret hi ha encara una darrera construcció fortificada, sembla que destinada a fuselleria. Lo conjunt presenta el perímetre més gran de totes les fortificacions de la ciutat.

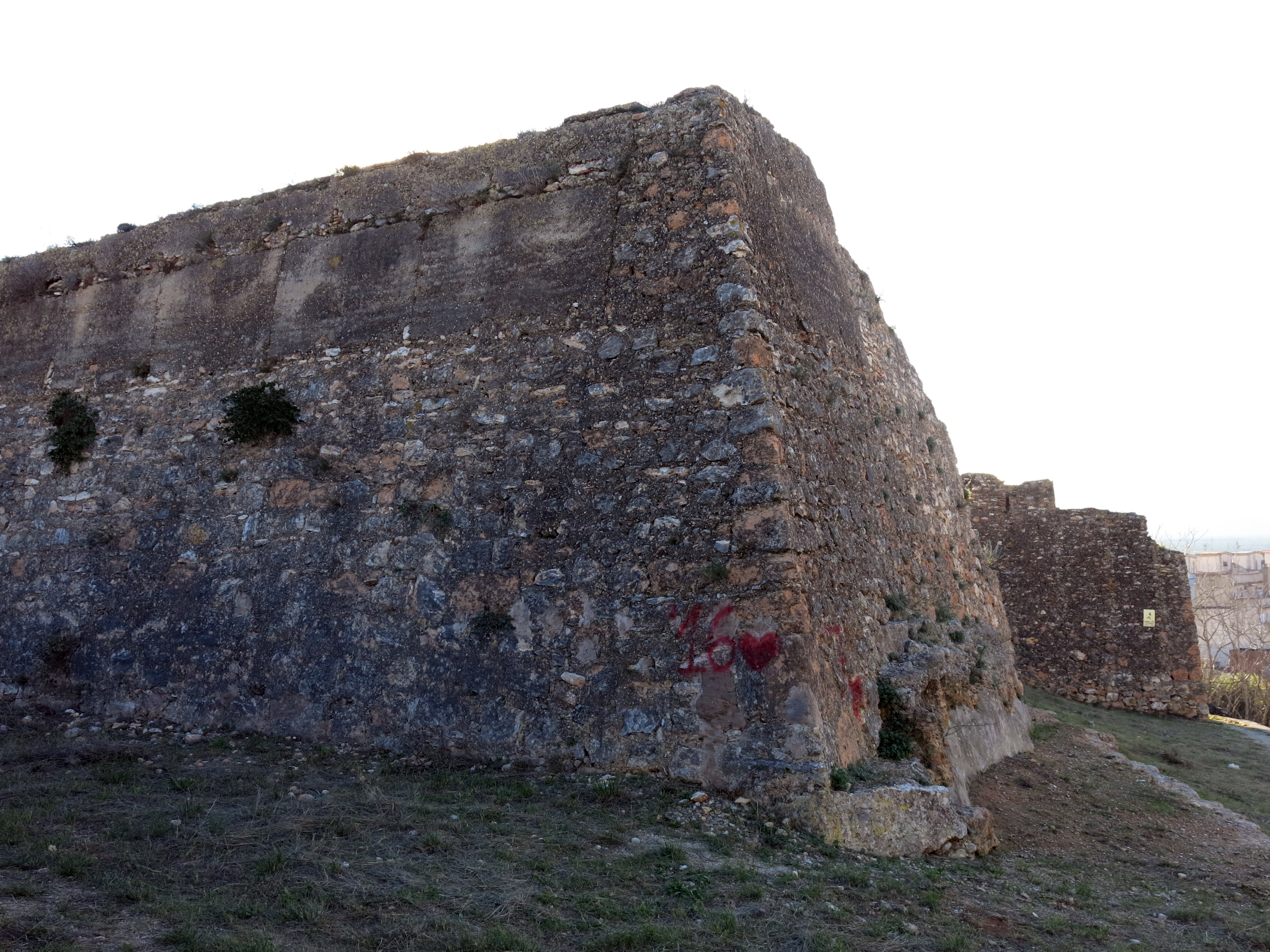
Fort d'Orleans

### Fort d'Orleans
Lo fort d'Orleans se troba vora l'actual seminari. S'hi accedeix des del mateix seminari i des de la carretera de la Simpàtica. Lo seu estat de conservació és força dolent. S'aixeca a l'extrem d'un turó rocós, sobre el sector de l'eixample modern de Tortosa, i aprofita dues escarpades barrancades com a defensa natural. Per la banda exterior, des d'on enllaça amb lo seminari, no presenta defensa natural, encara que per accedir-hi cal salvar un petit tàlveg. Lo seu perímetre és irregular, adaptat al terreny. Lo fortí principal mira cap a la ciutat i és de major alçada que el baluard que l'envolta per les altres tres bandes; este sector fa alhora de cap de la muralla que connectava amb lo fort del Crist. Lo baluard exterior, que rodeja el cos principal per tres bandes, conserva sectors de troneres i espitlleres, així com una part del pas de ronda. La seua situació li permet dominar visualment los fortins del Crist, lo Carme, la Victòria i part de la Suda.

### Fort del Bonet
Lo fort del Bonet és situat entre les fortificacions dorsals de la Suda i el fort de la Victòria, davant del barri del Rastre. Presenta forma irregular, adaptada al turó sobre el qual se situa, i consta de cos cossos. Lo cos principal, fortificat, és de carreus de pedra només desbastats. Lo nivell superior, on se distribueixen espitlleres i troneres, és de maçoneria i morter, de poca qualitat però de gruix de mur considerable. L'interior es troba, com a la resta, terraplenat. S'hi conserven restes d'una antiga edificació, possiblement un alberg per als soldats. Lo baluard exterior de defensa és d'obra i de menys qualitat. Rodeja el principal per les tres bandes exteriors a la ciutat, i connecta amb les muralles que comuniquen amb lo fort de la Victòria i la Suda.

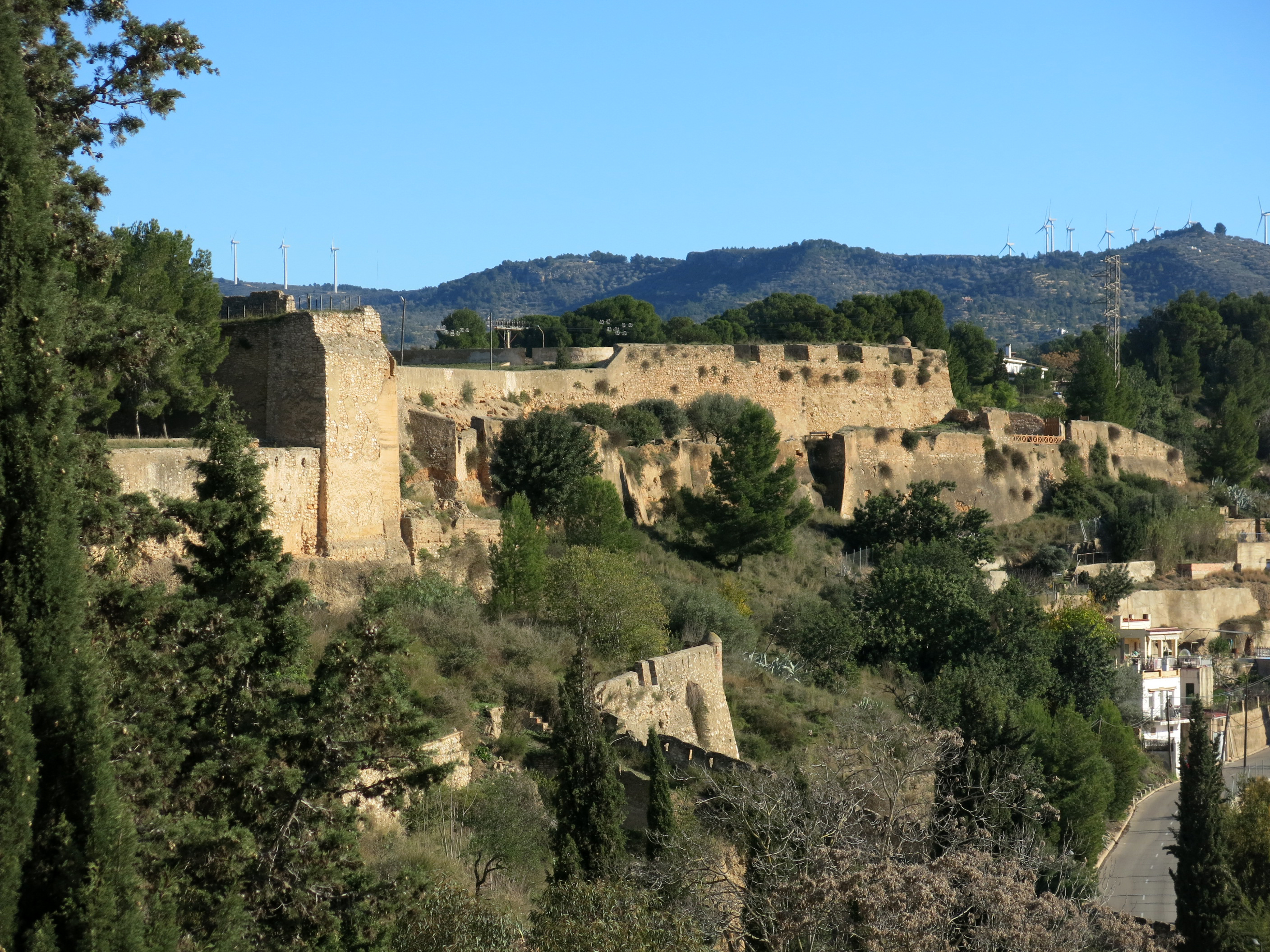
Les avançades de Sant Joan

### Avançades de Sant Joan
Les avançades de Sant Joan, avançades de la Suda o fortificacions dorsals de la Suda són d'un conjunt de fortificacions situades al NE del castell de la Suda, damunt d'un turó enlairat entre els barris de Remolins i del Rastre. Tenen continuïtat de murada amb lo sector del castell. Les diferents construccions s'adossen a la muralla medieval del segle XIV i corresponen a una fortificació exterior que es compon de dos mitjos baluards, adossats a una sortida de la muralla. Este model de fortificació es va començar a construir a final del segle xvii i es completà a començament del segle xviii.

### Fortí del Cap del Pont
Lo fortí del Cap del Pont és una fortificació que es coneix a partir de la cartografia militar del segle xviii. Se sap de l'existència d'una fortificació de planta octagonal irregular que se situaria al barri de Ferreries. L'àrea aproximada abastaria els carrers de la Pobla de Massaluca, Tarragona i Ulldecona. Arqueològicament, lo fortí ha estat localitzat en dues ocasions, lo 2004 i el 2012.

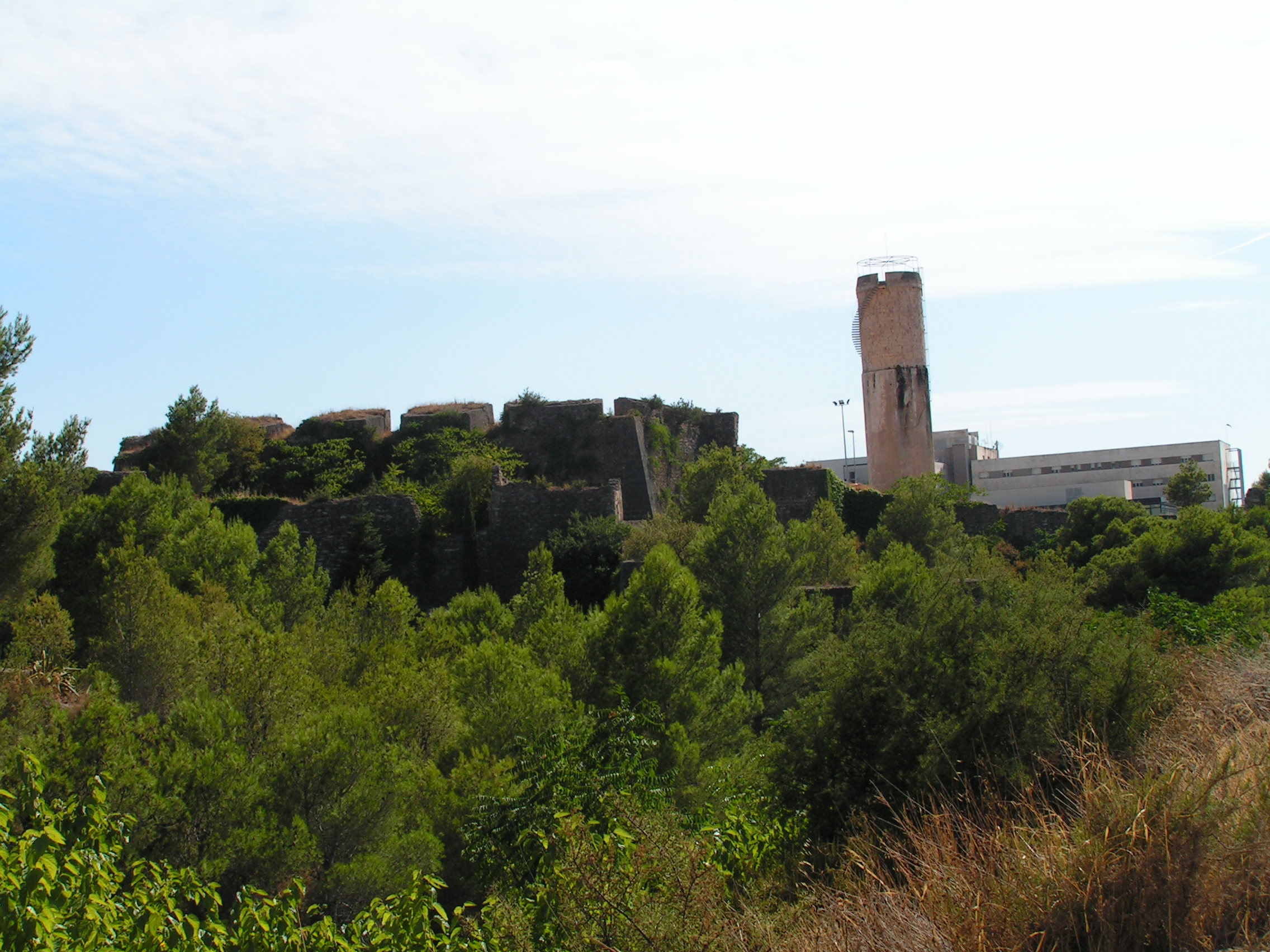
Fort de la Victòria

### Fort de la Victòria
Lo fort de la Victòria, situat a l'extrem NE del pla de les Sitges, on avui s'aixeca la Residència Sanitària Verge de la Cinta, és una construcció en forma de L adaptada a l'angle de la muralla de defensa de la ciutat. És l'únic tram que conserva una part de construcció medieval: la porta d'accés, o portal de Tarragona, i la torre poligonal contigua. Lo seu interior està terraplenat, perquè només tenia funció de cos per rebre l'impacte dels projectils i la plataforma per llançar-les a l'exterior. A nivell de superfície es conserven espitlleres i sectors de troneres per a canons. Comunica amb lo fort del Bonet i el del Carme mitjançant dos trams de murada.

### Fort del Carme
Lo fort del Carme, o baluard del Carme, es troba a la banda E de l'esplanada de la Residència Sanitària Verge de la Cinta. Se tracta d'un sector fortificat en forma de polígon irregular amb un ample fossat al davant, orientat envers lo fort d'Orleans. Comunica mitjançant trams de muralla força malmesos amb los forts de la Victòria i del Crist. Presenta un total de tretze troneres, algunes de les quals ja desaparegudes.

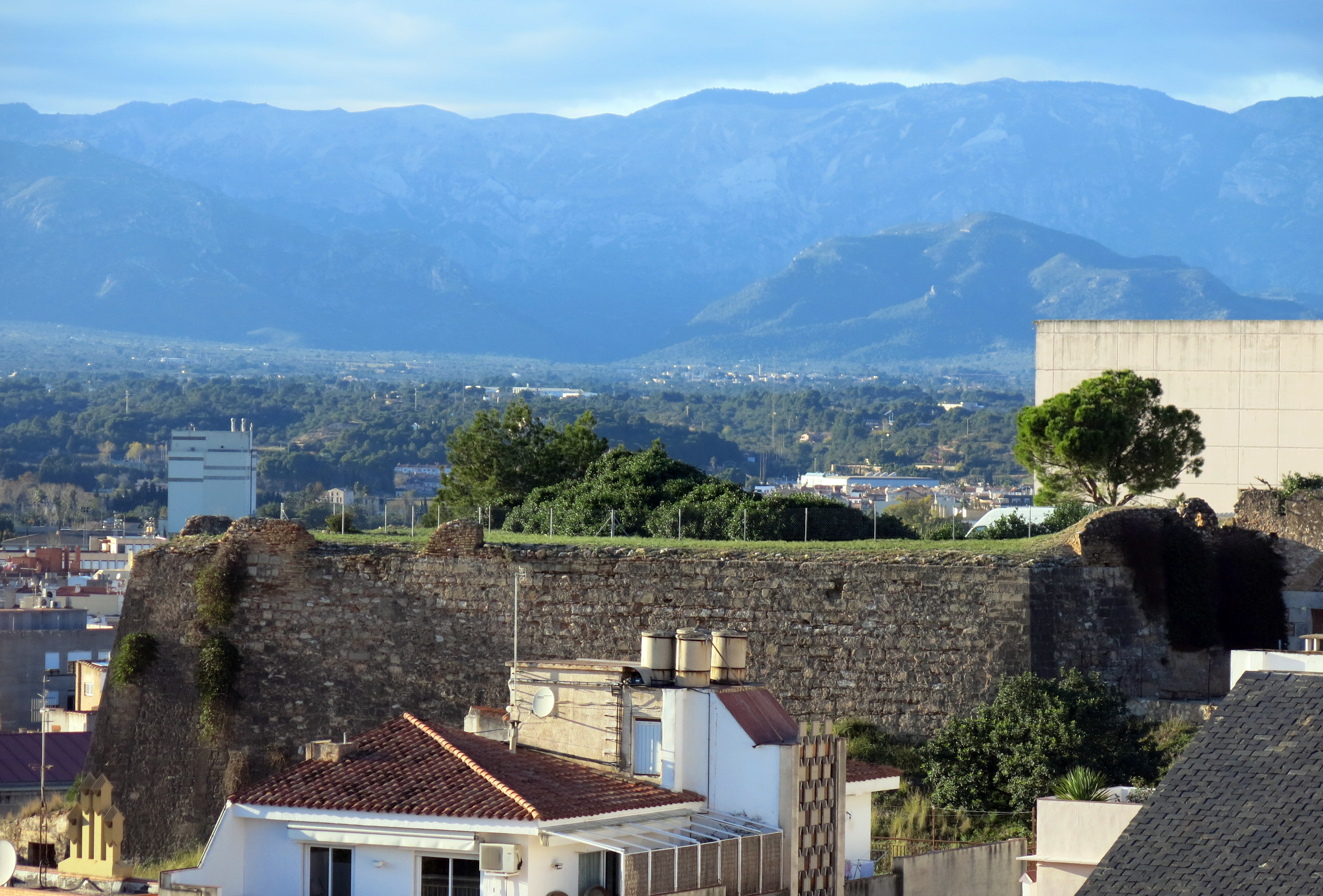
Baluard del Crist

### Baluard del Crist
Lo baluard del Crist se troba a l'extrem SE de l'esplanada de la Residència Sanitària Verge de la Cinta, enlairat sobre el sector modern d'eixample de Tortosa. La pràctica totalitat de la seua superfície està arrasada, i només ne resta un alçat de mur. Lo seu perímetre és força irregular, i la superfície és més reduïda que la dels forts anteriors. Connecta amb lo fort del Carme mitjançant un tram de muralla.

### Baluard de la Cortadura
Lo baluard de la Cortadura, construït durant lo segle xvii, servia de separació del barri de Remolins de la resta de la ciutat. S'hi accedia a través del portal d'Assoc, d'origen medieval. Només se n'ha conservat una part de baluard defensiu a l'extrem est. Lo traçat del tram desaparegut continuava pels actuals carrers de la Cortadura i Rasquera i la cantonada del carrer de l'Hospitalet.

## Història
Són construccions dels segles xvii i XVIII, aixecades per adaptar el sistema defensiu de Tortosa a les noves exigències bèl·liques a partir de la guerra dels Segadors i, més concretament, del projecte d'ampliació i modernització del clos emmurallat que va plantejar l'enginyer Miguel González de Mendoza el 1642. Este conjunt de forts exempts i baluards funcionaven com a reforç de la muralla medieval, i es realitzaren seguint lo model defensiu traçat per l'enginyer militar francès Sébastien Vauban. Juntament amb lo fort d'Orleans i les fortificacions dorsals de la Suda, són les obres fetes de nou al segle xviii per reforçar la línia de muralla medieval. Totes tres se van construir com a elements independents d'esta. Va tenir un paper important durant la guerra de la Independència, o guerra del Francès.

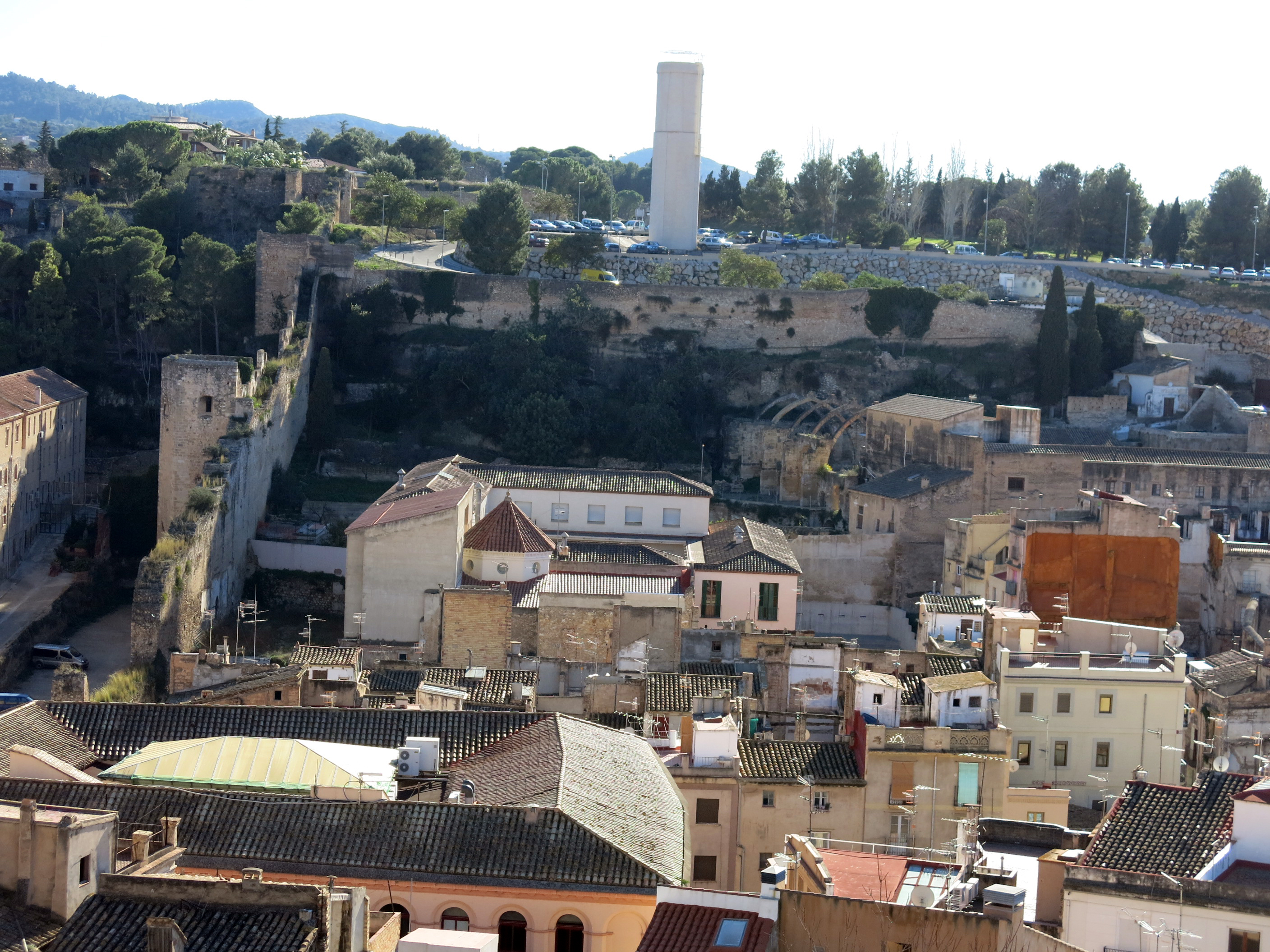
Vista del nucli antic de Tortosa, amb lo tram medieval de la muralla de Santa Clara a l'extrem esquerre i, al fons dalt del turó, la fortificació moderna de la Victòria

«Ciutat fidelíssima i exemplar», Tortosa, en la guerra de Successió, després de sofrir un altre setge el 1707, capitulà, assetjada pel duc d'Orleans, lo 10 de juliol de 1708, i en la guerra napoleònica va lliurar-se, després d'alguns mesos de setge, al general Suchet, lo 31 de desembre de 1810. L'obra medieval que existia a Tortosa restava molt emmascarada per les fortificacions dels segles xvii i XVIII, durant los quals foren fortificats los dos pujols veïns de la Suda, per tal de formar un complicat dispositiu de defensa d'estil Vauban, i hom hi construí unes casernes. En la guerra del 1936-1939, Tortosa fou front de batalla durant vuit mesos llargs. Avui dia, d'estes dues noves fortaleses, una és relativament lluny de la població, però l'altra s'aixeca entre l'estació del ferrocarril i el nucli antic i el centre de la ciutat, i ocupa un recinte extens i laberíntic.
Escrivia Emili Morera, a començament del segle xx, que: «Amb motiu d'ambdues guerres civils carlistes del segle xix, Tortosa fou completament fortificada i estimada com a plaça de guerra. Fortificació que vingué conservant-se fins a l'any 1875, en què començaren a ésser enderrocades ses muralles, donant lloc a l'eixample de la zona del Temple i al de la zona de Remolins, per on ve estenent-se la població en los presents dies». De mitjan segle xix, lo Diccionario Madoz explica de Tortosa que «la ciutat està perfectament defensada per quasi tots los cinc fronts en què la dividirem»; estos fronts són: «des del baluard de Sant Pere fins a la torre de la Careta», «des de les esmentades avançades fins al baluard de la Victòria», «des del baluard de la Victòria fins al del Crist» i «des del del Crist fins al de Sant Pere».
Al Diccionario Madoz (al volum XV, publicat a Madrid lo 1849) hi ha una bona descripció de les defenses que aleshores tenia la ciutat de Tortosa. Ultra la referència ben documentada de la Suda, s'hi indica: «Lo fort de la Tenassa, situat entre N i E a un quart d'hora de distància de la ciutat, conté allotjament per a uns 100 homes; magatzem de pólvora, cuina, aljub i diverses habitacions per a oficials. Lo fort d'Orleans se troba a unes 200 vares de distància davant del baluard del Crist; lo separa de la plaça un profund barranc, però s'hi comunica per mitjà d'una caponera doble que travessa cap a esta».